# Wergonayan
Wergonayan is een bestuurslaag in het regentschap Kebumen van de provincie Midden-Java, Indonesië. Wergonayan telt 1858 inwoners (volkstelling 2010).